# Воронов, Алексей Иванович
Алексей Иванович Воронов (1904—1943) — старший сержант Рабоче-крестьянской Красной Армии, участник Великой Отечественной войны, Герой Советского Союза (1944).

## Биография
Алексей Воронов родился 27 октября 1904 года в деревне Лемешево (ныне территория Дмитриевского сельского поселения Галичского района Костромской области) в крестьянской семье. Получил начальное образование. Окончил Готовцевскую сельскую школу. Как старший в семье помогал родителям по хозяйству, затем самостоятельно вёл его. Одним из первых в своей деревне вступил в колхоз, работал в нём бригадиром. К началу Великой Отечественной войны он уже был председателем Козинского сельсовета. В конце 1941 года Воронов был призван на службу в Рабоче-крестьянскую Красную Армию. С мая 1942 года — на фронтах Великой Отечественной войны. Участвовал в битве на Курской дуге, освобождении Чернигова. К сентябрю 1943 года гвардии старший сержант Алексей Воронов командовал отделением 32-го гвардейского стрелкового полка 12-й гвардейской стрелковой дивизии 61-й армии Центрального фронта. Отличился во время битвы за Днепр.
В ночь с 28 на 29 сентября 1943 года Воронов со своим отделением на подручных средствах одним из первых переправился через Днепр в районе села Глушец Лоевского района Гомельской области Белорусской ССР. Отделение выбило противника из ближайшей траншеи и закрепилось в ней, отразив восемь вражеских контратак. 30 сентября Воронов поднял своё отделение в атаку. В рукопашной схватке ему удалось выбить противника со второго оборонительного рубежа. В том бою Воронов лично уничтожил около 30 вражеских солдат и офицеров, погибнув при этом. Похоронен в братской могиле в посёлке Любеч Репкинского района Черниговской области Украины.
Указом Президиума Верховного Совета СССР «О присвоении звания Героя Советского Союза генералам, офицерскому, сержантскому и рядовому составу Красной Армии» от 15 января 1944 года за «образцовое выполнение боевых заданий командования по форсированию реки Днепр и проявленные при этом мужество и героизм» гвардии старший сержант Алексей Воронов посмертно был удостоен высокого звания Героя Советского Союза. Также был награждён орденом Ленина и медалью «За отвагу». В честь Воронова переименована его родная деревня, в Галиче его именем названа улица.